# Macrobiotus simulans
Macrobiotus simulans är en djurart som tillhör fylumet trögkrypare, och som beskrevs av Pilato, Binda, Napolitano och Moncada 2000. Macrobiotus simulans ingår i släktet Macrobiotus och familjen Macrobiotidae. Inga underarter finns listade i Catalogue of Life.